# Cupa Cupelor 1991-1992
Sezonul 1991-1992 al Cupei Cupelor a fost câștigat de Werder Bremen, care a învins-o în finală pe AS Monaco.

## Calificări
| Echipa #1     | Total | Echipa #2         | Tur | Retur |
| ------------- | ----- | ----------------- | --- | ----- |
| Stockerau     | 0–2   | Tottenham Hotspur | 0–1 | 0–1   |
| Galway United | 0–7   | Odense            | 0–3 | 0–4   |

### Prima manșă
| Stockerau | 0 – 1 | Tottenham Hotspur |
| --------- | ----- | ----------------- |
|           |       | Durie 39'         |

| Galway United | 0 – 3 | Odense                                  |
| ------------- | ----- | --------------------------------------- |
|               |       | Donnerup 38' Nedergaard 48' Elstrup 68' |

### A doua manșă
| Tottenham Hotspur | 1 – 0 | Stockerau |
| ----------------- | ----- | --------- |
| Mabbutt 42'       |       |           |

| Odense                                          | 4 – 0 | Galway United |
| ----------------------------------------------- | ----- | ------------- |
| Nedergaard 35' Hansen 51' Harder 81' Thorup 88' |       |               |

## Prima rundă
| Echipa #1               | Total   | Echipa #2         | Tur | Retur      |
| ----------------------- | ------- | ----------------- | --- | ---------- |
| Fyllingen               | 2–8     | Atlético Madrid   | 0–1 | 2–7        |
| Athinaikos              | 0–2     | Manchester United | 0–0 | 0–2 (d.p.) |
| GKS Katowice            | 3–3 (d) | Motherwell        | 2–0 | 1–3        |
| Omonia                  | 0–4     | Club Brugge       | 0–2 | 0–2        |
| Bacău                   | 0–11    | Werder Bremen     | 0–6 | 0–5        |
| Levski Sofia            | 3–7     | Ferencváros       | 2–3 | 1–4        |
| Stahl Eisenhüttenstadt1 | 1–5     | Galatasaray       | 1–2 | 0–3        |
| Odense                  | 1–4     | Baník Ostrava     | 0–2 | 1–2        |
| Glenavon                | 4–4 (d) | Ilves             | 3–2 | 1–2        |
| ȚSKA Moscova            | 2–2 (d) | Roma              | 1–2 | 1–0        |
| Norrköping              | 6–1     | Jeunesse Esch     | 4–0 | 2–1        |
| Swansea City            | 1–10    | AS Monaco         | 1–2 | 0–8        |
| Valur                   | 1–2     | Sion              | 0–1 | 1–1        |
| Partizani Tirana        | 0–1     | Feyenoord         | 0–0 | 0–1        |
| Hajduk Split            | 1–2     | Tottenham Hotspur | 1–0 | 0–2        |
| Valletta                | 0–4     | Porto             | 0–3 | 0–1        |

1 qualified via the 1990-91 East German Cup.

### Prima manșă
| Fyllingen | 0 – 1 | Atlético Madrid |
| --------- | ----- | --------------- |
|           |       | Manolo 30'      |

| Athinaikos | 0 – 0 | Manchester United |
| ---------- | ----- | ----------------- |
|            |       |                   |

| GKS Katowice           | 2 – 0 | Motherwell |
| ---------------------- | ----- | ---------- |
| Szewczyk 42' Wolny 81' |       |            |

| Omonia | 0 – 2 | Club Brugge            |
| ------ | ----- | ---------------------- |
|        |       | Dziubinski 3' Booy 47' |

| Bacău | 0 – 6 | Werder Bremen                                           |
| ----- | ----- | ------------------------------------------------------- |
|       |       | Rufer 9', 12', 31' Bratseth 63' Votava 78' Neubarth 80' |

| Levski Sofia            | 2 – 3 | Ferencváros                   |
| ----------------------- | ----- | ----------------------------- |
| Dartilov 36' Bankov 89' |       | Deszatnik 6' Lipcsei 72', 81' |

| Stahl Eisenhüttenstadt | 1 – 2 | Galatasaray           |
| ---------------------- | ----- | --------------------- |
| Bartz 42'              |       | Kosecki 45' Keser 71' |

| Odense | 0 – 2 | Baník Ostrava           |
| ------ | ----- | ----------------------- |
|        |       | Škarabela 42' Casko 81' |

| Glenavon                                     | 3 – 2 | Ilves                         |
| -------------------------------------------- | ----- | ----------------------------- |
| Ferguson 32' McBride 60' (pen.) Conville 80' |       | Aaltonen 12' Dziadulewicz 78' |

| ȚSKA Moscova | 1 – 2 | Roma                            |
| ------------ | ----- | ------------------------------- |
| Sergeyev 52' |       | Fokin 46' (o.g.) Rizzitelli 73' |

| Norrköping                                                     | 4 – 0 | Jeunesse Esch |
| -------------------------------------------------------------- | ----- | ------------- |
| Karlsson 45' Eriksson 49' Hellström 70' Vaattovaara 71' (pen.) |       |               |

| Swansea City | 1 – 2 | AS Monaco                  |
| ------------ | ----- | -------------------------- |
| Legg 71'     |       | Passi 8' (pen.) Barros 27' |

| Valur | 0 – 1 | Sion    |
| ----- | ----- | ------- |
|       |       | Rey 80' |

| Partizani Tirana | 0 – 0 | Feyenoord |
| ---------------- | ----- | --------- |
|                  |       |           |

| Hajduk Split  | 1 – 0 | Tottenham Hotspur |
| ------------- | ----- | ----------------- |
| Novaković 63' |       |                   |

| Valletta | 0 – 3 | Porto                                  |
| -------- | ----- | -------------------------------------- |
|          |       | Kostadinov 30', 58' Timofte 40' (pen.) |

### A doua manșă
| Atlético Madrid                                           | 7 – 2 | Fyllingen      |
| --------------------------------------------------------- | ----- | -------------- |
| Schuster 4', 89' Manolo 18', 34', 86' Soler 40' Futre 81' |       | Tengs 54', 68' |

| Manchester United        | 2 – 0 (d.p.) | Athinaikos |
| ------------------------ | ------------ | ---------- |
| Hughes 109' McClair 111' |              |            |

| Motherwell               | 3 – 1 | GKS Katowice   |
| ------------------------ | ----- | -------------- |
| Kirk 29', 89' Cusack 86' |       | Rzeźniczek 67' |

| Club Brugge                 | 2 – 0 | Omonia |
| --------------------------- | ----- | ------ |
| Booy 66' Van Der Heyden 86' |       |        |

| Werder Bremen                               | 5 – 0 | Bacău |
| ------------------------------------------- | ----- | ----- |
| Kohn 6', 17' Eilts 8' Bratseth 66' Bode 70' |       |       |

| Ferencváros                              | 4 – 1 | Levski Sofia |
| ---------------------------------------- | ----- | ------------ |
| Lipcsei 1', 90' Albert 28' Deszatnik 57' |       | Dimitrov 73' |

| Galatasaray                             | 3 – 0 | Stahl Eisenhüttenstadt |
| --------------------------------------- | ----- | ---------------------- |
| Kosecki 20' (pen.) Arif 66' Yücedağ 87' |       |                        |

| Baník Ostrava                    | 2 – 1 | Odense          |
| -------------------------------- | ----- | --------------- |
| Chýlek 81' Steffensen 83' (o.g.) |       | Bordinggaard 8' |

| Ilves                  | 2 – 1 | Glenavon    |
| ---------------------- | ----- | ----------- |
| Mattila 40' (pen.) 70' |       | McBride 75' |

| Roma | 0 – 1 | ȚSKA Moscova |
| ---- | ----- | ------------ |
|      |       | Dmitriev 13' |

| Jeunesse Esch | 1 – 2 | Norrköping               |
| ------------- | ----- | ------------------------ |
| Marinelli 83' |       | Eriksson 2' Kindvall 40' |

| AS Monaco                                                                         | 8 – 0 | Swansea City |
| --------------------------------------------------------------------------------- | ----- | ------------ |
| Weah 6', 85' Fofana 18' Barros 30' Passi 31', 89' Harris 39' (o.g.) Djorkaeff 65' |       |              |

| Sion        | 1 – 1 | Valur         |
| ----------- | ----- | ------------- |
| Orlando 78' |       | Einarsson 68' |

| Feyenoord | 1 – 0 | Partizani Tirana |
| --------- | ----- | ---------------- |
| Bosz 87'  |       |                  |

| Tottenham Hotspur   | 2 – 0 | Hajduk Split |
| ------------------- | ----- | ------------ |
| Tuttle 7' Durie 15' |       |              |

| Porto       | 1 – 0 | Valletta |
| ----------- | ----- | -------- |
| Timofte 90' |       |          |

## A doua rundă
| Echipa #1         | Total       | Echipa #2         | Tur | Retur      |
| ----------------- | ----------- | ----------------- | --- | ---------- |
| Atlético Madrid   | 4–1         | Manchester United | 3–0 | 1–1        |
| GKS Katowice      | 0–4         | Club Brugge       | 0–1 | 0–3        |
| Werder Bremen     | 4–2         | Ferencváros       | 3–2 | 1–0        |
| Galatasaray       | 2–2 (d)     | Baník Ostrava     | 0–1 | 2–1        |
| Ilves             | 3–6         | Roma              | 1–1 | 2–5        |
| Norrköping        | 1–3         | AS Monaco         | 1–2 | 0–1        |
| Sion              | 0–0 (3–5 p) | Feyenoord         | 0–0 | 0–0 (d.p.) |
| Tottenham Hotspur | 3–1         | Porto             | 3–1 | 0–0        |

### Prima manșă
| Atlético Madrid           | 3 – 0 | Manchester United |
| ------------------------- | ----- | ----------------- |
| Futre 33', 87' Manolo 89' |       |                   |

| GKS Katowice | 0 – 1 | Club Brugge  |
| ------------ | ----- | ------------ |
|              |       | Staelens 20' |

| Werder Bremen                | 3 – 2 | Ferencváros      |
| ---------------------------- | ----- | ---------------- |
| Neubarth 28', 40' Allofs 33' |       | Lipcsei 35', 73' |

| Galatasaray | 0 – 1 | Baník Ostrava |
| ----------- | ----- | ------------- |
|             |       | Ollender 69'  |

| Ilves      | 1 – 1 | Roma          |
| ---------- | ----- | ------------- |
| Czakon 65' |       | Carnevale 20' |

| Norrköping    | 1 – 2 | AS Monaco          |
| ------------- | ----- | ------------------ |
| Hellström 22' |       | Mendy 18' Weah 48' |

| Sion | 0 – 0 | Feyenoord |
| ---- | ----- | --------- |
|      |       |           |

| Tottenham Hotspur          | 3 – 1 | Porto          |
| -------------------------- | ----- | -------------- |
| Lineker 14', 83' Durie 32' |       | Kostadinov 51' |

### A doua manșă
| Manchester United | 1 – 1 | Atlético Madrid |
| ----------------- | ----- | --------------- |
| Hughes 4'         |       | Schuster 69'    |

| Club Brugge                                | 3 – 0 | GKS Katowice |
| ------------------------------------------ | ----- | ------------ |
| Verspaille 50' Staelens 58' Schaessens 78' |       |              |

| Ferencváros | 0 – 1 | Werder Bremen |
| ----------- | ----- | ------------- |
|             |       | Bode 47'      |

| Baník Ostrava | 1 – 2 | Galatasaray                     |
| ------------- | ----- | ------------------------------- |
| Ollender 30'  |       | Altuntaș 41' Kosecki 43' (pen.) |

| Roma                                                           | 5 – 2 | Ilves          |
| -------------------------------------------------------------- | ----- | -------------- |
| Mattila 1' (o.g.) Rizzitelli 2' Di Mauro 14' Carnevale 47' 77' |       | Czakon 80' 88' |

| AS Monaco  | 1 – 0 | Norrköping |
| ---------- | ----- | ---------- |
| Robert 26' |       |            |

| Feyenoord | 0 – 0 (d.p.) 5–3 on penalties | Sion |
| --------- | ----------------------------- | ---- |
|           |                               |      |

| Porto | 0 – 0 | Tottenham Hotspur |
| ----- | ----- | ----------------- |
|       |       |                   |

## Sferturi
| Echipa #1       | Total   | Echipa #2         | Tur | Retur |
| --------------- | ------- | ----------------- | --- | ----- |
| Atlético Madrid | 4–4 (d) | Club Brugge       | 3–2 | 1–2   |
| Werder Bremen   | 2–1     | Galatasaray       | 2–1 | 0–0   |
| Roma            | 0–1     | AS Monaco         | 0–0 | 0–1   |
| Feyenoord       | 1–0     | Tottenham Hotspur | 1–0 | 0–0   |

### Prima manșă
| Atlético Madrid                 | 3 – 2 | Club Brugge               |
| ------------------------------- | ----- | ------------------------- |
| Schuster 30' Toni 47' Futre 57' |       | Verspaille 32' Beyens 43' |

| Werder Bremen       | 2 – 1 | Galatasaray |
| ------------------- | ----- | ----------- |
| Kohn 79' Bester 83' |       | Kosecki 33' |

| Roma | 0 – 0 | AS Monaco |
| ---- | ----- | --------- |
|      |       |           |

| Feyenoord   | 1 – 0 | Tottenham Hotspur |
| ----------- | ----- | ----------------- |
| Kiprich 56' |       |                   |

### A doua manșă
| Club Brugge                 | 2 – 1 | Atlético Madrid |
| --------------------------- | ----- | --------------- |
| Querter 42' (pen.) Booy 63' |       | Futre 11'       |

| Galatasaray | 0 – 0 | Werder Bremen |
| ----------- | ----- | ------------- |
|             |       |               |

| AS Monaco  | 1 – 0 | Roma |
| ---------- | ----- | ---- |
| Barros 45' |       |      |

| Tottenham Hotspur | 0 – 0 | Feyenoord |
| ----------------- | ----- | --------- |
|                   |       |           |

## Semifinale
| Echipa #1   | Total   | Echipa #2     | Tur | Retur |
| ----------- | ------- | ------------- | --- | ----- |
| Club Brugge | 1–2     | Werder Bremen | 1–0 | 0–2   |
| AS Monaco   | 3–3 (d) | Feyenoord     | 1–1 | 2–2   |

### Prima manșă
| Club Brugge | 1 – 0 | Werder Bremen |
| ----------- | ----- | ------------- |
| Amokachi 5' |       |               |

| AS Monaco  | 1 – 1 | Feyenoord   |
| ---------- | ----- | ----------- |
| Valéry 26' |       | Witschge 9' |

### A doua manșă
| Werder Bremen           | 2 – 0 | Club Brugge |
| ----------------------- | ----- | ----------- |
| Bode 31' Bockenfeld 60' |       |             |

| Feyenoord                  | 2 – 2 | AS Monaco           |
| -------------------------- | ----- | ------------------- |
| Witschge 51' Damaschin 87' |       | Weah 33' Barros 49' |

## Finala
| Werder Bremen        | 2–0 | AS Monaco |
| -------------------- | --- | --------- |
| Allofs 40' Rufer 55' |     |           |

## Golgheteri
Golgheterii din sezonul 1991–92 sunt:
| Loc | Nume             | Echipă            | Goluri |
| --- | ---------------- | ----------------- | ------ |
| 1   | Péter Lipcsei    | Ferencváros       | 6      |
| 2   | Paulo Futre      | Atlético Madrid   | 5      |
| 2   | Manolo           | Atlético Madrid   | 5      |
| 4   | Rui Barros       | AS Monaco         | 4      |
| 4   | Roman Kosecki    | Galatasaray       | 4      |
| 4   | Wynton Rufer     | Werder Bremen     | 4      |
| 4   | Bernd Schuster   | Atlético Madrid   | 4      |
| 4   | George Weah      | AS Monaco         | 4      |
| 9   | Marco Bode       | Werder Bremen     | 3      |
| 9   | Foeke Booy       | Club Brugge       | 3      |
| 9   | Andrea Carnevale | Roma              | 3      |
| 9   | Gordon Durie     | Tottenham Hotspur | 3      |
| 9   | Stefan Kohn      | Werder Bremen     | 3      |
| 9   | Emil Kostadinov  | Porto             | 3      |
| 9   | FLoc Neubarth    | Werder Bremen     | 3      |
| 9   | Gérald Passi     | AS Monaco         | 3      |